# Gastronomía de la provincia de La Coruña

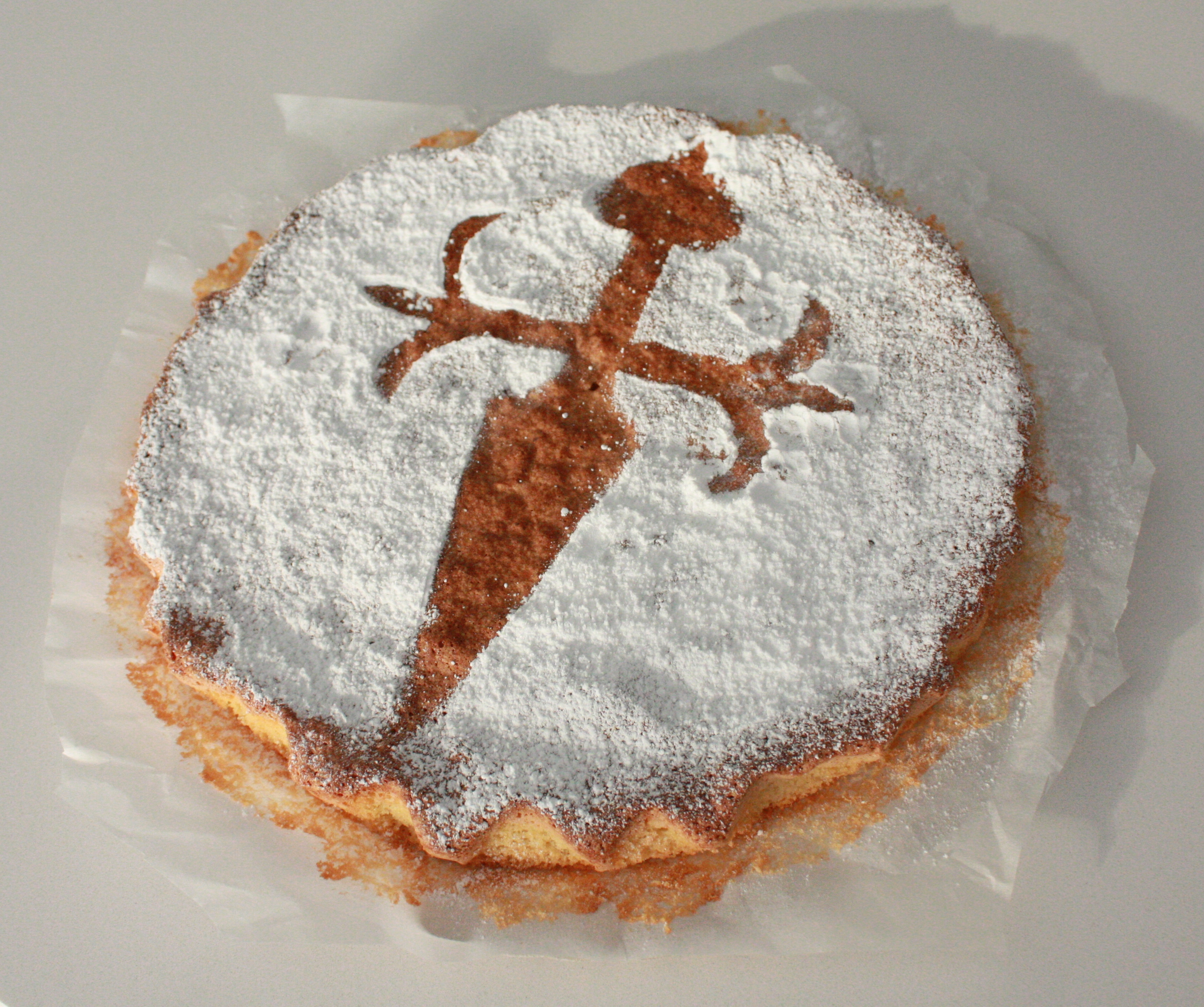
La tarta de Santiago es uno de los productos reposteros de la provincia.

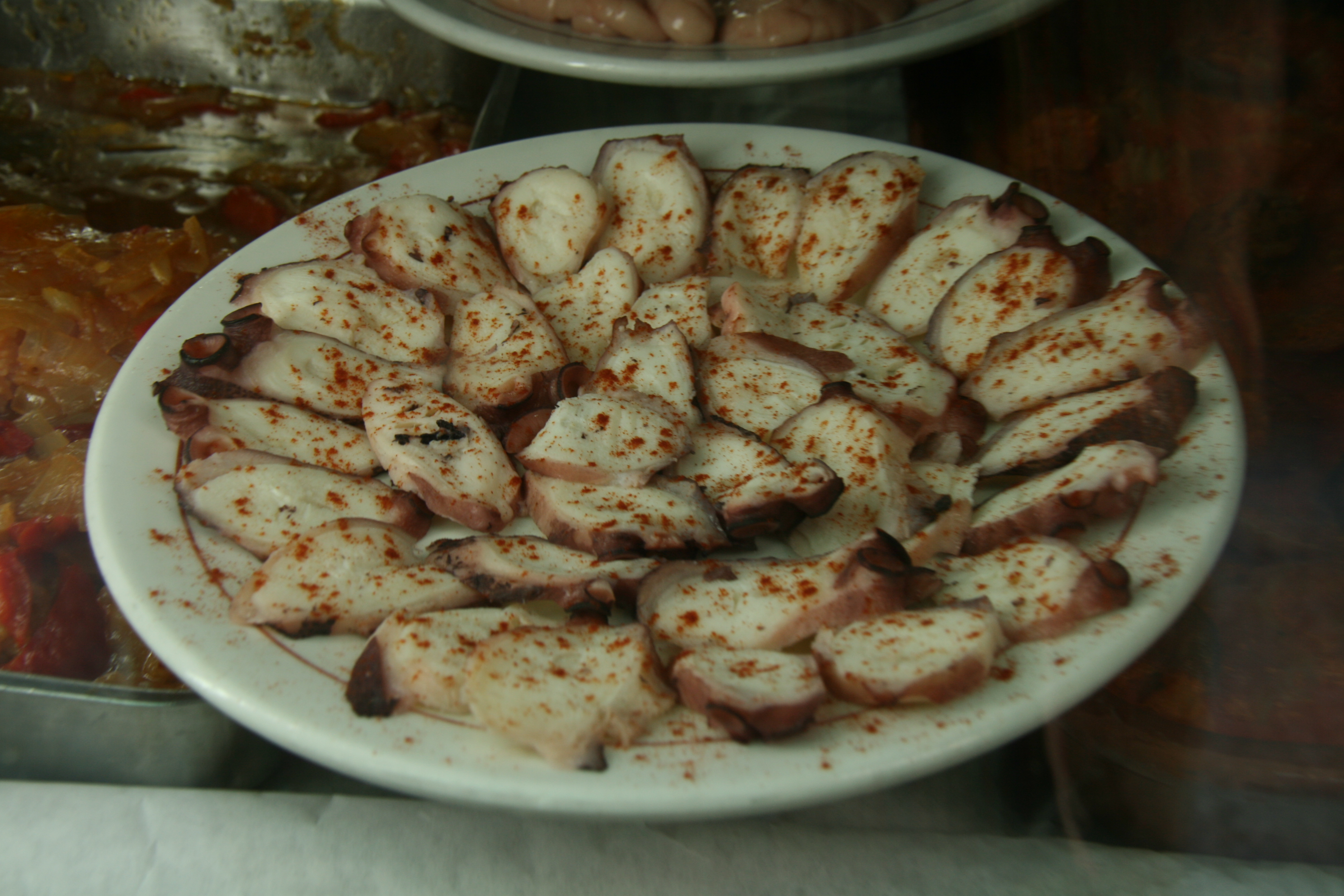
El pulpo cocido es muy popular

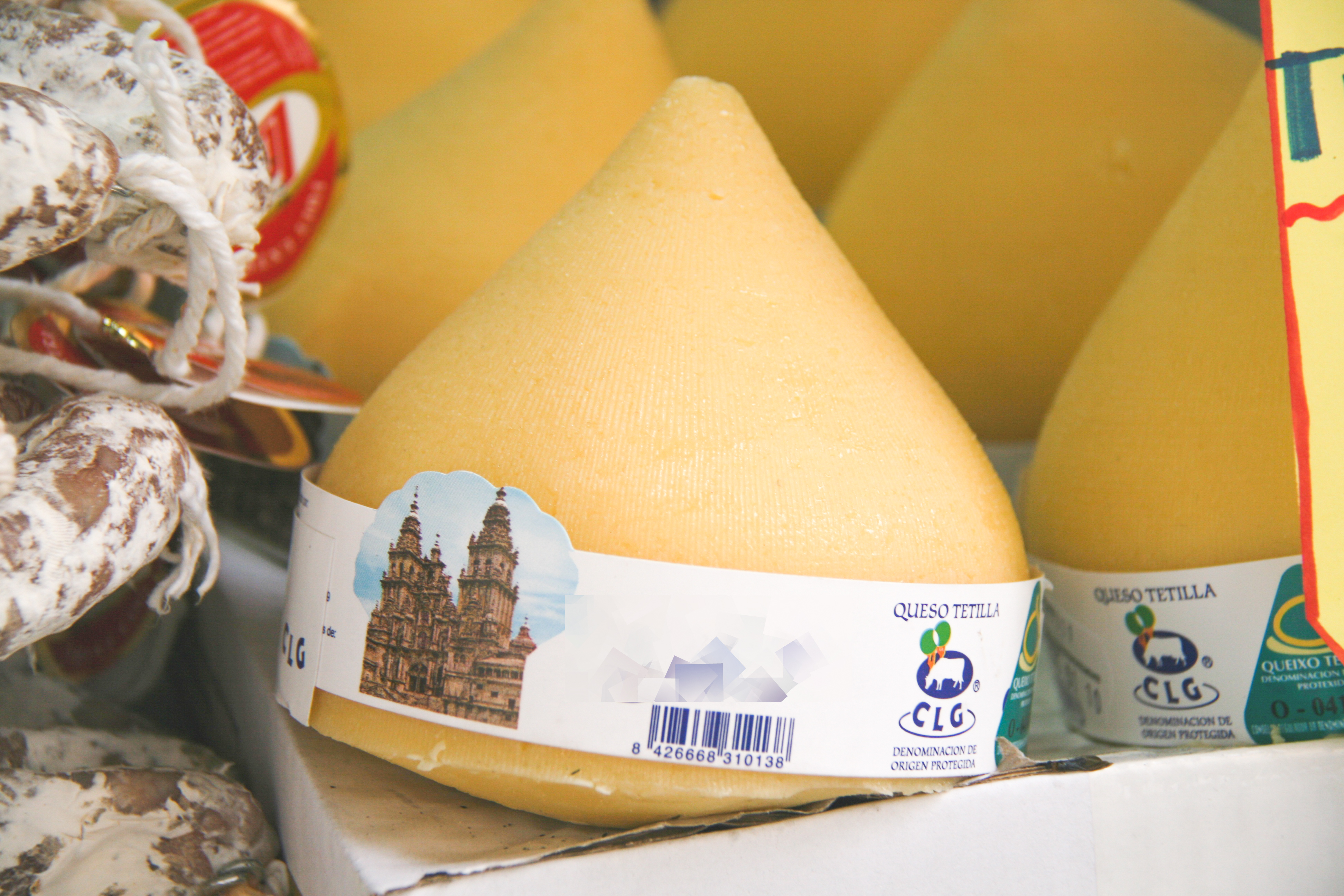
Queso de tetilla.

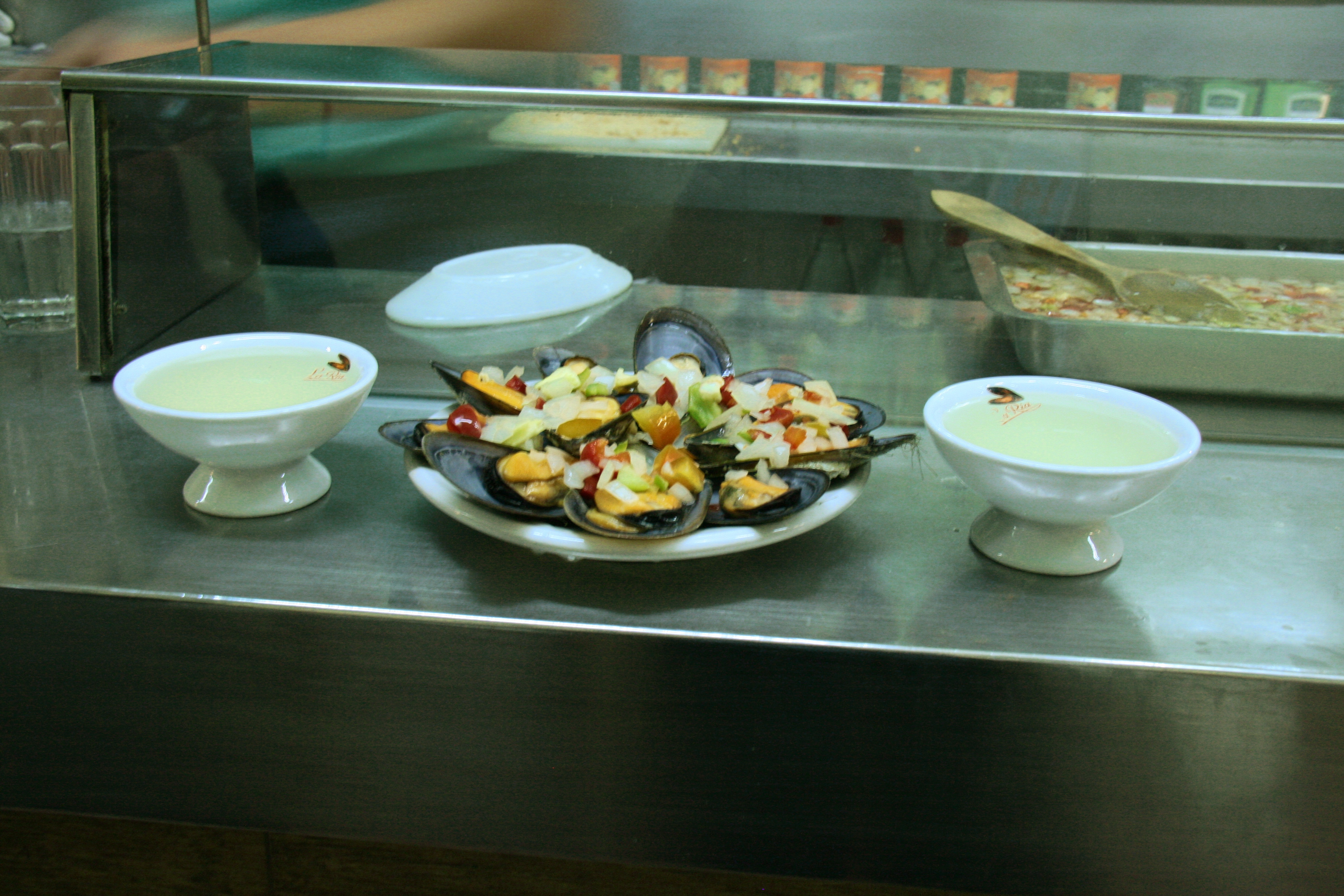
Ración de mejilones de la ría con un ribeiro servido en sus cuncas.

La Gastronomía de la provincia de La Coruña es el conjunto de platos, preparaciones y costumbres culinarias de la provincia de La Coruña (Galicia). Limita al norte y al oeste con el océano Atlántico. Es típica la empanada gallega que en cada provincia se elabora con el relleno característico del ingrediente más popular de cada provincia gallega. Las costas coruñesas son pródigas en pescados y mariscos. Entre los elementos de repostería coruñesa se encuentra como protagonista la tarta de Santiago. Otro de las verduras emblemáticas de la provincia gallega son los pimientos de Padrón.
Por sus tierras pasa la ruta jacobea, y es considerada fuente de transmisión de saber culinario. La capital Santiago de Compostela se encuentra en la provincia. 

## Historia
Uno de los mejores escritores divulgadores de la cocina de La Coruña tradicional es Manuel María Puga y Parga (alias Picadillo) que a finales del siglo XIX, y comienzos del XX ya describe algunas de sus recetas.

## Ingredientes
Los ingredientes básicos son el pan, el vino, la carne y las patatas. El contacto con el Atlántico proporciona abundantes mariscos y pescados. Muchos de los ingredientes marítimos proceden de las costas gallegas de las Rías Altas. Entre los productos lácteos de la provincia cabe destacar el queso de tetilla y el de Arzúa-Ulloa.

### Carnes
Entre las carnes de vacuno cabe destacar la que produce la ganadería de interior. Un ejemplo es la denominada ternera gallega. Dentro de la carne porcina tradicionalmente procede de la matanza, es posible encontarlo procesado en embutidos y lacones, es muy popular la empanada de raxo (rellena de lomo de cerdo). Los jamones elaborados de las zonas montañesas se suelen curar ahumados. El jamón asado (pan de pernil) habitual en La Coruña desde mediados del siglo XX.  

### Pescados y mariscos
El pescado gallego es el rodaballo (denominado faisán del mar), algunas preparaciones culinarias como las calderetas de merluza o de rape (denominada caldeirada). Entre los mariscos se encuentran las almejas, los centollos (denominadas: centollas de la Ría), los percebes, las ostras, los bogavantes (bogavantes) , las nécoras, los camarones, los berberechos y las vieiras. 
Las preparaciones de sardinas son muy populares, destacando las sardinas con patata cocida con piel, las empanadas de sardinillas, las sardinas lañadas (es decir, limpias y asadas). La jibia con pimentón. Dentro de la pesca fluvial los salmones del Ulla.
Los mariscos poseen diversas variedades, por ejemplo los centollos, las cigalas, las nécoras, etc. Todas ellas son famosas en las otoñales e invernales mariscadas. Las vieiras al natural es decir cocidas con agua de mar. Uno de los platos estrella es el pulpo. En el municipio de Mugardos se elabora el pulpo a la mugardesa una variante del pulpo a la gallega), que tiene una fiesta a mediados de julio.

### Verduras y frutas
La verdura que mayor popularidad tiene en la provincia es una variedad de pimiento denominada: pimiento de Padrón. Suele comerse asado con sal. En algunos valles de la provincia se cultiva el maíz, así como otros cultivos hortícolas como la patata (denominada en la provincia como cachelo). El caldo gallego es muy popular. Un plato denominado las afreitas que son puches de harina de avena.

## Bebidas
Las bebidas se concentran en dos tipos, por un lado el vino que posee varias denominaciones de origen Monterrey, Valdeorras, Rías Bajas, Ribeiro y el “Viño da Terra de Betanzos” y la centenaria marca de cerveza local Estrella Galicia.

## Repostería
De la repostería de la provincia la que sin lugar a dudas ha cobrado protagonismo es la tarta de Santiago típica de Santiago de Compostela. Los melindres y tartas de Puentedeume. Las filloas a la crema, la tarta de queso.